# Hans Ryggen

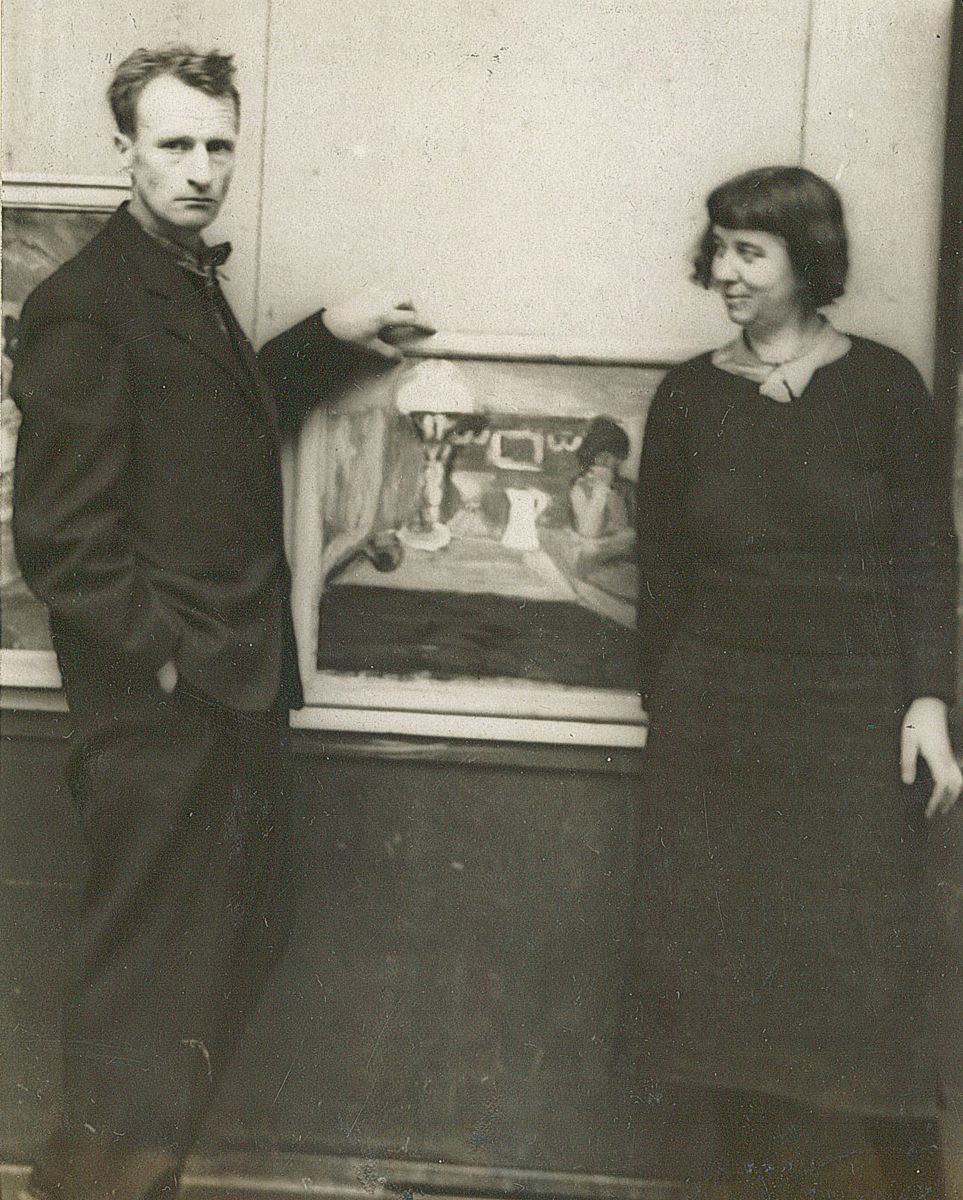
Hannah Ryggen och Hans Ryggen, fotograferade cirka 1935–1940.

Hans Ryggen, född 10 december 1894 på Ørlandet i Trøndelag, död där 19 december 1956, var en norsk målare.
Han var från 1923 gift med Hanna Jönsson. Ryggen studerade vid flera olika privata målarskolor i Kristiania under 1910-talet och i början av 1920-talet studerade han måleri i .Dresden. Förutom ett stort antal separatutställningar i Norge ställde han ut tillsammans med sin fru på Lunds universitets konstmuseum 1926 och på Malmö museum 1951. Han var sporadiskt bosatt i Skanör och hämtade en del av sina motiv från Skanörs äldre bebyggelse.